# Никола Трајковић (џијуџициста)
Никола Трајковић (Алексинац, 8. март 1997)  је српски џијуџициста и тренутни светски и европски шампион у џијуџицу борилачкој вештини.
Једини Српски борац који је постигао успех да држи златно одличје на Европском и Светском Првенству, као и освајање злата на Светским Играма  исте године. Већ три године, заредом, држи прво место на ЈЈИФ-Светској ранг листи. 
Сматра се најбољим џијуџицу борцем којег је Србија икада имала.
Поред џијуџице, био је првак Србије у Самбо борилачкој вештини.  Завршио је Електронски факултет Универзитета у Нишу, смер инжењер електронике и рачунарства.
Добитник је Мајске награде 2023. Спортског савеза Србије, такође је у много прилика био најбољи спортиста, по избору Спортског савеза Општине Алексинац.
Његов брат Филип је такође постигао велике успехе у овом спорту.